# Trichoglottis atropurpurea
Trichoglottis atropurpurea es una especie de orquídea, originaria de Asia.

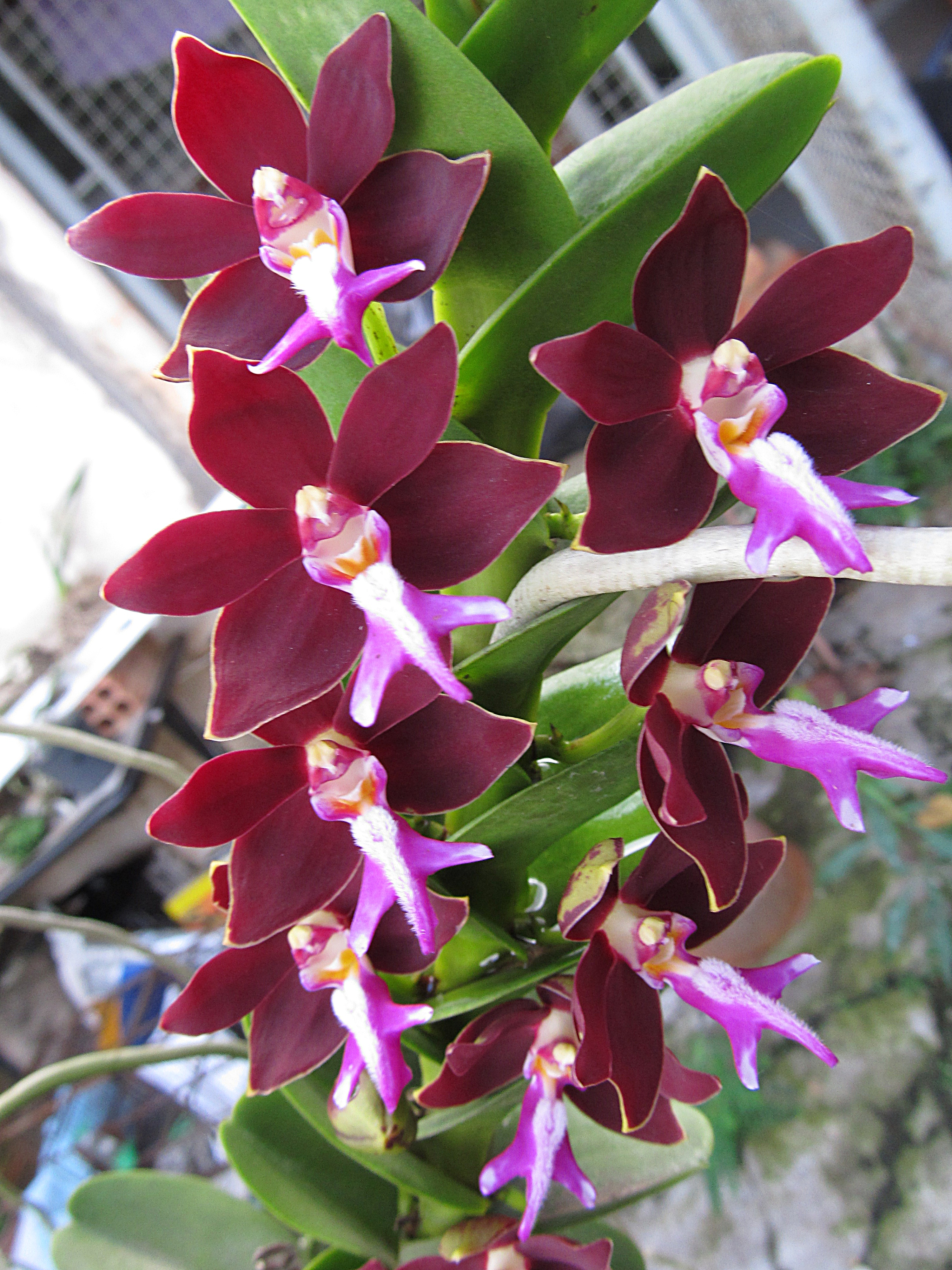
Inflorescencia

## Descripción
Es una planta pequeña a grande, que prefiere el clima cálido, de hábito epifita con un tallo alargado, con ramas, con raíces blancas producidas a lo largo del frondoso tallo erecto, hacia el ápice del tallo lleva hojas coriáceas dísticas, oblongas a oblongo ovadas, retusas, mucronadas, carinadas. Florece en una corta inflorescencia axilar, racemosa con 1 o 2 flores fragantes y carnosas que aparecen en la primavera y el verano.

## Distribución y hábitat
Se encuentra en las Filipinas en las elevaciones desde el nivel del mar hasta los 300 metros. 

## Taxonomía
Trichoglottis atropurpurea fue descrita por Heinrich Gustav Reichenbach y publicado en Linnaea 41: 30. 1877.
Etimología
Trichoglottis, (abreviado Trgl.): nombre genérico que deriva de las palabras griegas: θρίξ = "pelos" y γλῶττα = "lengua".
atropurpurea: epíteto latino que significa "de color púrpura oscuro".
Sinonimia
- Stauropsis philippinensis var. brachiata (Ames) Ames & Quisumb.
- Trichoglottis bicruris Kraenzl.
- Trichoglottis brachiata Ames
- Trichoglottis philippinensis var. brachiata (Ames) L.O.Williams[4][5]